# Rock and roll
Rock and roll (scris și rock & roll sau rock 'n' roll) este un stil muzical originar din Statele Unite ale Americii, care s-a dezvoltat în special la sfârșitul anilor 1940 și începutul anilor 1950 dintr-o combinație de blues, jazz, country și gospel. O formă timpurie a stilului rock and roll este muzica rockabilly.
Rock and roll-ul este deseori cântat cu chitare electrice, chitară bas, instrumente cu clape și baterie.
Termenul „rock and roll” a fost ințial un termen nautic care însemna legănarea vasului. La sfârșitul secolului al XIX-lea sau începutul secolului al XX-lea, muzica gospel și jubilee au cooptat termenul, folosindu-l în sensul de a fi legănat în brațele Domnului. Prima folosire înregistrată a termenului este pe un disc din 1916, „Camp Meeting Jubilee”.
Sunt divergențe de opinie referitor la care disc a fost primul disc rock 'n' roll, dar "Rock Around the Clock" (1954) a lui Bill Haley a fost primul disc de acest gen care a ajuns pe locul 1 în topul revistei americane Billboard. Cercetătorul de muzică rock Joseph Burns de la Southeastern Louisiana University susține că prima melodie rock and roll poate fi considerată „That's All Right, Mama” a lui Arthur "Big Boy" Crudup din septembrie 1946, melodie preluată de Elvis Presley în.
Un disc jockey din Cleveland, Alan Freed, celebru pentru emisiunile sale, este cel care a folosit fraza rock and roll începând cu 1951, dar fraza ca atare este cunoscută dinainte. Prima piesă care a avut titlul Rock and Roll (1947) îi aparține lui Paul Bascomb.
Una dintre primele înregistrări a unei piese rock and roll îi aparține grupului Jackie Brenston and the Delta Cats (unde unul dintre membri era Ike Turner), care a înregistrat în 1951 melodia Rocket 88 în studioul lui Sam Phillips, proprietarul casei de discuri „Sun Records". Abia peste 4 ani Bill Haley înregistrează "Rock Around the Clock". Această piesă este deseori confundată ca fiind prima din acest gen. Istoria rock'n roll-ului poate merge și mai departe în timp, unde pot fi gasite primele așa zise încercări. Etimologia cuvântului ne duce mai departe în timp, chiar undeva prin 1916 când termenul "rocking and rolling" avea conotații religioase. În etimologia limbii engleze cuvantul „rock” însemna „a distruge, a deranja, a incita”. De aici i-a venit probabil și lui Alan Freed ideea să denumească așa acest gen, având în vedere reacția celor ce-l ascultau. Expresia rockin mai era folosită și de cântăreții gospel.